# 薩維斯沙比得哥什足球俱樂部
比得哥什薩維沙足球俱樂部（Zawisza Bydgoszcz）是波蘭的一家足球俱樂部。球隊的主場位於比得哥什。俱樂部創建於1946年，曾是一家軍隊俱樂部。比得哥什足球俱樂部現在參加波蘭足球甲級聯賽的賽事。除了足球之外，俱樂部還有拳擊、體操、射擊等部門。